# Задня
Задня — посёлок в Клетнянском районе Брянской области в составе Лутенского сельского поселения.

## География
Находится в северо-западной части Брянской области на расстоянии приблизительно 18 км на север-северо-запад по прямой от районного центра поселка Клетня.

## История
Упоминается с 1930-х годов, первоначально в составе Дубровского района. На карте 1941 года отмечен как поселение с 3 дворами.

## Население
Численность населения: 71 человек (русские 94 %) в 2002 году, 46 в 2010.